# Metalogicon
Il Metalogicon è un trattato filosofico composto nel 1159 da Giovanni di Salisbury in cui l'autore esprime il suo pensiero filosofico e commenta gli scritti logici di Aristotele.

## L'opera
Terminato nel 1159 insieme al Policraticus, e ritenuto insieme ad esso l'opera più importante di Giovanni di Salisbury, il Metalogicon è un trattato di filosofia in quattro libri, ciascuno aperto da un prologo in cui si forniscono le motivazioni che l'hanno spinto a comporre l'opera.  

### Primo libro
Nel primo libro viene immediatamente presentato l'obiettivo polemico dell'autore, un personaggio di nome Cornificio che, con il suo movimento di docenti e studenti, minaccia le basi della formazione intellettuale proponendo un modello di educazione che rifiuta le arti liberali e in particolare la grammatica. Ricostruire questa figura a livello storico è abbastanza complesso, ma forse non è impresa molto utile, in quanto si può semplicemente considerare che, come fatto nell'Entheticus e nelle epistole, spesso Giovanni si serve di nomi falsi per attaccare i suoi avversari senza che siano esposti al biasimo pubblico. Per contrastarlo, Giovanni argomenta a partire dalle arti liberali, base dell'educazione dell'epoca che lui stesso aveva ricevuto, e in particolare si occupa della grammatica, che era il vero obiettivo polemico del suo avversario, accusata di inutilità in quanto secondo Cornificio e i suoi seguaci sarebbe la natura a stabilire l'eloquenza che ogni uomo possiede. Si può dire che egli sia intenzionato a evidenziare le connessioni della logica, della retorica e della poetica con la grammatica, affermando in primo luogo che essa insegna a comprendere il senso delle parole ed esprimersi in modo adeguato. Questa viene posta dall'autore, dunque, come condizione necessaria senza la quali non si può avere accesso alle discipline più complesse, in quanto mancherebbe la facoltà di parola e quella collegata di ragionamento e di comprensione delle strutture del mondo che proprio da questa derivano all'uomo.  

### Secondo libro
Nel secondo libro inizia a parlare della logica, appoggiandosi su un'auctoritas quali sono le opere di Aristotele, che di questa disciplina si è occupato a lungo nel suo corpus di opere; per cominciare il discorso ribadisce il ruolo della grammatica come propedeutica alla logica stessa, in quanto serve a dare un significato ai nomi, laddove la logica si occupa delle parole nella loro relazione con il significato, e dunque con le res. La logica ha la funzione ultima di avvicinare l'uomo al bene supremo, e come principale strumento ha le quattro virtù cardinali, in particolare la prudenza: questa permette di esaminare in modo corretto le cose, agendo in collaborazione con la giustizia, intesa quasi come equilibrio, la fortezza, ossia la costanza e la temperanza, che permette di attuarla in modo efficace. Di conseguenza la conoscenza di queste virtù, cui si giunge perseguendo la verità porta alla sapienza, la quale se è amata è segno di un uomo buono e infine lo stesso è beato se ne conserva il possesso; questa visione della virtù lo inserisce nel solco della filosofia patristica. Segue una storia della logica, in cui si analizzano punti di forza e punti di debolezza delle diverse scuole classiche, in particolare evidenziando tre momenti: Parmenide inteso come inventore della logica, Platone che la applica alla fisica e all'etica e infine Aristotele, che la dota di regole rendendola un'ars.  
Al termine delle considerazioni sulla tripartizione della logica viene introdotto il tema del male, che per Giovanni deve essere conosciuto dall'uomo affinché questo possa evitarlo, discorso che si lega all'atteggiamento dei sofisti, che si prodigano in inganni e parole vuote al fine di ottenere una maggiore reputazione tra gli altri uomini. Il capitolo si chiude con l'analisi di quelli che sono i problemi della logica, ed è proprio qui che emerge la sua concezione probabilistica della conoscenza, dal momento che egli sostiene che la logica si tratti di una scienza certamente finita e probabilistica, non portando a verità certe ma solo permettendo di cogliere bagliori della verità ultima che consiste nella contemplazione di dio.  

### Terzo e quarto libro
Nel terzo libro e nei primi sette capitoli del quarto viene esposto l'Organon aristotelico, a partire dai principi didattici sviluppati dal maestro Pietro Abelardo: per la persuasione è più adatto uno stile ornato, mentre per l'insegnamento deve avere come obiettivo espositivo la chiarezza. In questo prologo si appoggia anche sul commento ad Aristotele realizzato da Porfirio, che egli ritiene introduzione ottima per l'opera del Filosofo, e sulla sua scia riflette sul significato di un qualsiasi testo, sostenendo che bisogna inizialmente fermarsi alla littera, ossia al significato delle parole, per poi approfondirla lasciandosi guidare dalla rivelazione di dio e dall'altrui insegnamento. A livello metodologico insiste sulla necessità di non fermarsi di fronte alle difficoltà, essendo la critica per lui un momento in definitiva costruttivo, capace di avvicinare alla verità in quanto porta a cambiare il nostro punto di vista e ad evolversi per trovare delle risposte. Ci si sofferma anzitutto sulle Categorie, in cui vengono spiegate le basi della logica e concetti come quelli di sostanza e accidente, opera che lo stesso Porfirio riteneva pressoché inutile nella sua introduzione e che invece è fondamentale per Giovanni in quanto costituisce la base necessaria per la logica e dunque per il sapere. Le Categorie hanno soprattutto la funzione di permettere la conoscenza del reale attraverso una sua disposizione secondo un ordine mentale e in questo senso egli si inserisce anche nella cosiddetta disputa sugli universali, sostenendo che essi sono importanti in quanto possiedono la capacità di spiegare le sostanze individuali facendo ordine tra esse. Poi si considera il Peri Hermeneias in modo piuttosto succinto, in quanto anch'esso viene ritenuto propedeutico per le opere successive, la prima delle quali sono i Topica, che insieme agli Analytica e ai Sophistici Elenchi costituiscono il reale corpus di logica aristotelico. A queste opere è dedicato uno spazio che arriva fino al capitolo ventiquattro del quarto libro, arrivando alla conclusione che la logica dimostrativa si basa sulla perfezione della struttura del sillogismo, la dialettica dà luogo a conclusioni solo probabili e infine la sofistica si pone come pars destruens che porta nuova fertilità a una ricerca che altrimenti sarebbe sterile.  
Nel resto del quarto libro si approfondiscono la gnoseologia e la teoria della conoscenza, che risultano sempre basate sul procedimento dialettico e sulle arti liberali. La visione teleologica che ha del mondo, e in particolare dell'uomo, lo porta a ritenere il percorso filosofico come una via che porta a Dio, e per farlo necessita di un costante confronto con sé stessi e con l'altro, alimentato dal dubbio e che si concretizza proprio in quell'operazione dialettica che porta a distruggere le proprie convinzioni per poterne costruire altre che siano più efficaci e che avvicinino progressivamente alla meta finale. Si inserisce in questo contesto anche il concetto di “grazia”, dal momento che, secondo Giovanni, le forze dell'uomo da sole non sono in grado di portare a compimento questo viaggio, ma è necessario un intervento divino sotto forma di una concessione della grazia che si pone sia come motore sia come garante degli sforzi dell'individuo. In questa sezione finale si ritrovano anche dei frammenti che esprimono il suo pensiero etico, in particolare l'idea che la vita del filosofo non si riduca alla vita contemplativa, ma è essenziale che quello che viene detto sia anche riflesso nelle proprie azioni, secondo il modello classico di Cicerone. Con una Ringkomposition finale si torna alla figura di Cornificio, la cui azione di discredito sulla grammatica si configura come propria di un personaggio negativo, rappresentazione dei vizi che sono legati all'ignoranza e di come un filosofo non si debba mai comportare.

## Tradizione manoscritta

### La famiglia di C
- C = Cambridge, Corpus Christi College 46, proveniente da Canterbury e appartenuto probabilmente a Thomas Becket come emerge dall’annotazione Liber sancti Thomae archiepiscopi dalla cui collezione sarebbe passato alla biblioteca della Christ Church di Canterbury; ciò permette di datarlo agli anni ’60 del XII secolo. A questo manoscritto hanno lavorato tre copisti, le cui mani sono distinguibili da elementi morfologici nella scrittura, che si sono occupati delle correzioni più minute, e poi un correttore C2 dalle cui correzioni emerge la collazione del testo con un altro modello. Un correttore successivo C3 ha operato tramite riscritture su rasura, in particolare occupandosi di lacune e abbreviazioni che egli preferiva esplicitare. Un’altra persona ancora, C4, è intervenuto sul testo con delle aggiunte marginali, e ciò lo distingue dai precedenti correttori in quanto unico ad adottare questo modus operandi insieme a considerazioni sulla morfologia della scrittura.
- A = London, British Library, Royal 13 D.IV, proveniente da St. Albans; datato a prima del 1183 si tratta di un apografo di C attraverso un intermediario.
- B = Oxford, Bodleian Library, lat. misc. c. 16, proveniente da Battle Abbey; datato a fine XII secolo si tratta anch’esso di un apografo di C.
- D = Cambridge, University Library Ii.II.31, proveniente dall’Inghilterra; datato metà XIV secolo è apografo di A.
- E = Oxford, Bodleian Library, Bodl. 315, di area inglese; datato inizio XV secolo, è apografo di C.

### Il ramo di H
H = Charleville, Bibliothèque Municipale 151, proveniente dalla Francia, dall’abbazia di Signy secondo l’ex libris, è datato al XII secolo, e riporta un testo del Metalogicon pesantemente mutilo, in quanto l’opera si interrompe a partire dal capitolo II 14. Nella tradizione manoscritta del Policraticus è l’unico manoscritto della famiglia cui appartiene a contenere anche il Metalogicon, per cui si può supporre che avesse come modello un manoscritto, perduto, in cui erano presenti entrambi gli scritti. Per quanto riguarda il Metalogicon la mancata parentela con gli altri manoscritti porta a concludere che esso debba essere dipeso se non dall’archetipo quantomeno da un suo apografo o gemello, e ciò è coerente considerando che l’abbazia di Signy è situata nella diocesi di Reims, dove Giovanni risiedeva come ospite di Pietro di Celle durante gli anni dell’esilio. 

### Il ramo di K
K = London, British Library, Royal 12.D.I, di area inglese; datato fine XII-inizio XIII secolo costituisce il terzo ramo nella tradizione dell’opera. 

### Il manoscritto frammentario M
M = Cambridge, University Library Mm.II.18, di area inglese, datato metà XIV secolo; il manoscritto contiene degli excerpta del Metalogicon, che tuttavia risultano troppo brevi per permettere di comprendere con chiarezza la sua posizione all’interno della tradizione. 

## Varianti d'autore
L’opera ha diffusione pressoché immediata, specialmente in Inghilterra ma anche in Francia settentrionale per via delle amicizie dell’autore e per il fatto che vi abbia trascorso la parte finale della sua vita. Nell’edizione di Hall e Keats-Rohan si è ritenuto come manoscritto principale A con le sue correzioni, il loro consenso con H e K e infine il consenso di C e B, con C la cui importanza è stata declassata rispetto a quanto era stato fatto nelle edizioni precedenti. Winterbottom smentisce l’eccellenza tanto delle lezioni singolari di A quanto delle correzioni, che risultano piuttosto fenomeni di contaminazione con altri rami della tradizione e poi Orlandi mostra che in C sono presenti tre passi omessi dal copista, citazioni di auctoritates, che di per sé non sono indispensabili al discorso, in quanto approfondiscono solamente affermazioni precedenti ma che il correttore C4 ha ritenuto opportuno reintegrare. Per queste caratteristiche si può ipotizzare che tali citazioni dipendano da interventi dell’autore sull’opera stessa che nella sua prima stesura non avrebbe avuto quei passi; C diverrebbe dunque capostipite dell’intera tradizione, risultando l’unico manoscritto in cui queste aggiunte possono essere considerate varianti d’autore e non ottenute per mezzo di contaminazione con altri manoscritti della tradizione.
Nel caso di Metalogicon II, 20, l’autore aggiunge a sostegno della propria tesi che gli universali siano solo nella mente di dio il riferimento a delle auctoritates che supportino la sua tesi; questa aggiunta è presente nel ramo della tradizione di C, antigrafi compresi, e nell’altro ramo che si diparte dall’archetipo, rappresentato solo da K. Anche in questo caso sono assenti nel testo base, e dunque si può supporre che mancassero già nell’archetipo a loro comune, e la loro introduzione avviene per opera del correttore C4 che aveva a disposizione un modello più completo di quello usato dal copista. L’esame comparativo di K e C mostra anche la presenza, sempre in Metalogicon II, 20, di altre modifiche attribuibili all’autore stesso: un titolo marginale che precede l’aggiunta sopracitata e una riscrittura accompagnata da una glossa. Partendo dal titolo, si è osservato che il Metalogicon ha un apparato marginale uniforme, forse ereditato dall’archetipo, in cui sono indicate le auctoritates citate, mentre notazioni sul contenuto come quella introdotta compaiono molto raramente solo nei libri I e IV. Si tratta certamente di un’anomalia, rafforzata dal fatto che non è stata prodotta dalla stessa mano che ha prodotto gli altri titoli marginali e in più è di dimensioni insolite, per cui potrebbe far parte dello stesso momento di revisione cui appartiene l’aggiunta. Nel secondo caso abbiamo l’uso di termini greci: questi sarebbero stati corretti dalla stessa mano che ha aggiunto il titolo di cui sopra, ed è interessante notare come in A e B la glossa che contestualizza questa riscrittura sia stata decorata, probabilmente in quanto si voleva evidenziarla per la sia eccezionalità. In K questa glossa non è presente, ma abbiamo la medesima riscrittura, attribuibile alla stessa mano che aveva apportato anche l’altra correzione, evidenziando una coincidenza di comportamento e di mani rispetto alle due aggiunte. Questa variante d’autore, inoltre, è la sola a intervenire per modificare un testo precedente, cancellato dai testimoni, e sicuramente ciò deve essere dipeso dalla presenza di una variante più complessa: c’è un ampliamento e una parziale modifica del testo, in particolare in relazione ai termini greci come suggerisce anche la glossa. Per una comprensione migliore bisogna confrontare il passo con quello che compare in M, sulla cui collocazione nella tradizione si è ancora dubbiosi, nel quale non compaiono i termini greci, lingua cui semplicemente si rimanda. Non risulta che il compilatore di M intervenga spesso sulla fonte modificandone il testo, e dunque è possibile che qui si sia conservato il testo dell’archetipo o un testo superiore ad esso, specchio della prima stesura del testo.
Le varianti qui considerate raggiungono la famiglia di C a partire dal suo capostipite e il testimone K per mezzo di un secondo modello usato dal correttore, non toccando il ramo di M; dal punto di vista della loro datazione manca un terminus ante quem significativo, avendo come unico riferimento il 1183, anno in cui l’autore era già morto. L’approdo a St. Albans delle opere di Giovanni potrebbe essere dovuto all’amicizia tra Thomas Becket e Simone, abate di St. Albans tra il 1163 e al 1183, e in tal caso pare più probabile che la diffusione delle opere sia da datare agli anni immediatamente successivi alla pubblicazione e precedenti l’esilio di Giovanni e di Becket. In più i manoscritti francesi che tramandano l’opera appaiono legati ai luoghi di permanenza dei due esuli, per cui è possibile che con Giovanni viaggiasse una copia dell’opera già ritoccata; in alternativa possiamo considerare l’idea che abbia elaborato le varianti a Canterbury, senza trascriverle tutte sul codice che aveva con sé in esilio. La questione della cronologia delle varianti risulta aperta, in quanto mancano prove che permettano di stabilirla in modo definitivo.

## Edizioni
- John of Salisbury, The Metalogicon: A Twelfth-Century Defense of the Verbal and Logical Arts of the Trivium, trans. D. McGarry, Berkeley, 19551; Philadelphia, 20092.
- Giovanni di Salisbury, Metalogicon, ed. J. B. Hall and K. S. B. Keats-Rohan, Turnhout, 1991, CCCM 98.
- Giovanni di Salisbury, Metalogicon, trans. J. B. Hall, Turnhout, 2013, in Corpus Christianorum in Translation.